# 短鰭魮
短鰭魮（学名：Barbus brevipinnis）為輻鰭魚綱鯉形目鯉科魮屬的其中一個種。該物種主要分布於非洲凌波波河流域，體長可達4.5公分，可做為觀賞魚。

## 扩展阅读
維基物種上的相關：短鰭魮